# Amilcare Cipriani
Amilcare Cipriani (Anzio, 18 ottobre 1844 – Parigi, 30 aprile 1918) è stato un patriota e anarchico italiano.

## Biografia

### La partecipazione al processo di unificazione italiana
Amilcare Cipriani nasce ad Anzio da Felice Cipriani e Angela Petriconi, poi il padre proveniente da una famiglia originaria di Rimini è costretto a causa delle sue simpatie antipapali a rimpatriare quando lui era ancora in fasce.
Parte volontario nel 1859 nascondendo la vera età, e combatte «come un demone» a San Martino dove per il suo valore viene promosso caporale e assegnato al 57º Reggimento di Fanteria della Brigata Ravenna, di stanza a Tortona. Pochi mesi dopo diserta per raggiungere Garibaldi in Sicilia nella spedizione dei Mille, qui ottiene i gradi di ufficiale. Dopo un'amnistia è integrato nell'esercito regio e partecipa alle operazioni contro i briganti abruzzesi. Distaccato a Palermo, nel 1862 diserta nuovamente, alle testa di 35 commilitoni e raggiunge Garibaldi al bosco della Ficuzza per seguirlo nell'avventura d'Aspromonte. Riesce a non farsi catturare e ripara in Grecia, sopravvivendo (soltanto lui e il capitano della nave) ad un naufragio. «Sui Campi di Grecia la sua temerarietà non conosce limiti». Non potendo tornare in Italia per non finire in carcere, punta all'Egitto dove s'impiega al Banco Dervieux e lavora all'esplorazione delle fonti del Nilo.

### La legione egiziana
In vista della terza guerra d'indipendenza, costituisce la «legione egiziana» senza assumerne il comando, e parte per Brescia dove si arruola ancora con Garibaldi nel Corpo Volontari Italiani. Soldato semplice del 1º Reggimento combatte con valore nella battaglia di Monte Suello e in quella di Condino. Chiusa questa fase, corre a Candia a dar manforte contro i turchi. Nuovamente in Egitto, è coinvolto in una rissa: si difende uccidendo tre persone, un connazionale e due poliziotti. È il 14 settembre 1867.

### Il periodo londinese
Da clandestino parte alla volta di Londra dove riprende contatto con Giuseppe Mazzini e vive facendo il fotografo. Ritrae la regina Vittoria (da lui rimproverata perché non stava ferma durante la posa); e in segno di amicizia, Mazzini nella celebre immagine meditativa. «Proprio per aderire ad un disegno di Mazzini nel 1870 Amilcare lascia Londra», incaricato di «accendere dei focolai di guerriglia in Lucchesia».
Sul periodo londinese e circa i rapporti con Mazzini, Emiliani (p. 31) narra che quando Cipriani va a bussare alla porta di Mazzini «questi gli batte la mano ossuta sulla spalla dicendogli semplicemente: ‘So tutto’». Il periodo londinese, aggiunge Emiliani, è forse quello più tranquillo della sua vita. «Si occupa come fotografo apprendista nello studio allestito da Leonida e Vincenzo Caldesi» anche per aiutare i compatrioti esuli. «Intelligente, laborioso, estroso, Cipriani diventa ben presto un ottimo fotografo».
Ma il periodo londinese è anche quello che matura in Cipriani il credo rivoluzionario per realizzare la giustizia di cui sente parlare da Marx ed Engels che conosce personalmente: aumenta così la sua distanza politica rispetto a Mazzini. «Uomo di poche idee, semplici ma ferme»: così Emiliani definisce Amilcare Cipriani. Invece Indro Montanelli, chiamandolo «pittoresco e pasticcione», ne fa un ritratto impietoso: «Il suo passato, la sua barba da profeta, il suo cappello a larghe falde, la sua scombiccherata ma gladiatoria eloquenza, facevano di lui un mattatore irresistibile. Predicava che non c'era bisogno d'idee, perché in realtà lui non ne aveva nessuna».

#### A tu per tu con la regina
La scena della foto scattata alla regina Vittoria, è al centro di un racconto che lo stesso Cipriani fece al giornalista Luigi Campolonghi, altro suo biografo (1912) citato da Emiliani (p. 32): «Chiacchierava con le persone del seguito, scherzava, s'agitava, e io consumavo inutilmente tutte le lastre con tanto amore e con tanta fatica preparate». Tenuto a bada dai titolari dello studio, Cipriani «per un bel pezzo» tace, poi «impazientito» sbotta: «Madame, si vous ne restez pas tranquille, je ne ferai pas votre portrait!».
Quel ritratto, aggiunge Emiliani, eseguito dall'uomo «più rosso d'Italia», deve certamente trovarsi nelle collezioni regali a Buckingham Palace (p. 32). «Non abbiamo invece una sola immagine della donna che Cipriani amò in quegli anni londinesi, la francese Adolphine Rouet la quale gli diede una bambina».

### La Comune di Parigi e la deportazione
Torna a Londra dove gli perviene un messaggio dell'amico prof. Gustave Flourens conosciuto a Candia: deve raggiungerlo a Parigi. La Francia il 2 settembre 1870 è battuta a Sedan dalla Prussia. Il giorno dopo il regime imperiale di Parigi è rovesciato. Nasce la Terza Repubblica. Cipriani accorre al fronte a combattere contro i prussiani. Il 18 marzo 1871 con un'insurrezione popolare si forma la Comune di Parigi, soffocata nel sangue il 21 maggio. Anche qui Cipriani è sempre in prima fila. Catturato, condannato a morte, commutata la pena per grazia governativa non richiesta, Cipriani è infine deportato in Nuova Caledonia.

### Ritorno in Italia
Nel 1880 viene liberato a seguito di un'amnistia, espulso dalla Francia ripara in Svizzera dove, con Carlo Cafiero progetta una sollevazione antimonarchica in Italia. Ritorna in Italia. Arriva in treno a Rimini dove spera d'incontrare il padre Felice, gravemente ammalato. Sua madre è morta di crepacuore nei giorni della Comune. Cipriani «non fa nemmeno a tempo a scendere dal predellino della vettura ferroviaria che lo arrestano», poi lo conducono alla Rocca malatestiana dove il giorno dopo la sorella Amalia gli manda un materasso, delle coperte e alcuni indumenti. Dagli amici, annota lo stesso Cipriani, arrivano le vivande: «Veramente squisite. Sono i soli giorni buoni che ho avuto nella mia prigionia».
Viene processato e condannato nel 1882 a 25 anni di reclusione (essenzialmente per l'omicidio compiuto in Egitto). A suo favore si sviluppa una intensa campagna di solidarietà che unisce anarchici, repubblicani, radicali e socialisti. Più volte viene portato come candidato-protesta alle elezioni, ma la sua elezione viene regolarmente annullata. Al concittadino Caio Renzetti, Cipriani confiderà: «Se Mazzini avesse vissuto, son certo, non mi avrebbe lasciato condannare a 20 anni senza alzar la voce in nome della giustizia italiana sì infamemente calpestata e disonorata».
Solo nel 1888 il governo, pressato dall'opinione pubblica si decide a scarcerare Cipriani con un autonomo atto di clemenza, dato che il condannato si era sempre rifiutato di presentare una domanda di grazia. Accolto trionfalmente alla liberazione si trasferisce a Parigi e poi partecipa al congresso di Capolago cercando di svolgere un ruolo di mediatore tra anarchici e socialisti. L'anno successivo partecipa alla preparazione delle manifestazioni per il Primo Maggio. A seguito dei violenti scontri occorsi durante il suo comizio a Roma viene processato, insieme a Pietro Calcagno e altri e condannato a tre anni di reclusione. Tornato in libertà partecipa nel 1893 al congresso socialista internazionale di Zurigo dove tenta ancora, vanamente, di mediare tra socialisti e anarchici.
Nel 1897, si unisce volontario nella legione irregolare di Ricciotti Garibaldi (figlio di Giuseppe Garibaldi), con alcuni dei capi dei Fasci Siciliani, Nicola Barbato e Giuseppe De Felice Giuffrida, a fianco dei greci contro i turchi ottomani nella guerra greco-turca (1897) per la liberazione dell'isola di Creta dove viene ferito. Al suo rientro in Italia viene imprigionato per altri tre anni nel luglio 1898.

### Gli ultimi anni
Successivamente Cipriani si stabilisce in Francia, dove partecipa attivamente alla vita politica nelle file del partito socialista. Lavora come redattore prima per La Petite Republique e poi all'Humanité. Continua tuttavia a occuparsi delle vicende italiane e nel 1900 esprime soddisfazione per il regicidio di Umberto I auspicando la fine della monarchia. Nel 1913 viene candidato alle elezioni dal Partito Socialista Italiano per impulso della corrente rivoluzionaria guidata da Benito Mussolini: risulta eletto a Milano con oltre diecimila voti ma non poté entrare in Parlamento per il rifiuto di prestare giuramento.
Nel 1914 Cipriani solidarizza con la Francia repubblicana contro gli Imperi centrali e firma il manifesto degli anarchici pro-Intesa insieme a Piotr Kropotkin, una scelta che ha vasta risonanza anche in Italia. Ormai anziano e malato si spegne nel 1918.Nel 1920 ad una nave da carico della Cooperativa Garibaldi di Genova verrà dato il Suo nome,ma successivamente,nel 1926 la stessa nave sarà ribattezzata DISCIPLINA per la medesima Compagnia Armatoriale.

## Riminesi in Francia
I riminesi che nel 1870 seguirono Garibaldi in Francia alla difesa della Repubblica sono diciotto. Sette muoiono a Digione (Nino Carradori, Germano Ceccarelli, Sante Medici, Fidenzio Parigi, Leonida Rastelli, Bruto Serpieri e Marco Zavoli). A loro quali «esempio ed olocausto di fratellanza internazionale» il 12 novembre 1871 «gl'internazionalisti di Rimini» dedicano un'epigrafe apposta al cimitero alle Celle.
Altri due volontari tornano dalla Francia con gravi mutilazioni. Uno è Caio Zavoli, il fratello di Marco morto a Digione. Capitàno della «Legione Egiziana» che aveva operato in Borgogna, Caio è il «regolatore» della sezione internazionalista riminese costituita da una cinquantina di persone (saranno 144 nel 1874). Ne fa parte anche un altro suo fratello, Bruto. A loro due si deve l'avvio del movimento socialista a Rimini. I reduci della Francia sono accolti da un ambiente popolare ostile a causa della critica mossa da Giuseppe Mazzini ai comunardi. Caio Zavoli, nonostante si adoperi per un'azione rivoluzionaria comune tra mazziniani e internazionalisti, è aggredito e ferito gravemente dai seguaci di Aurelio Saffi, ex-triumviro della Repubblica Romana.
Caio, che al liceo riportò sempre ottimi voti, dedicò ad Amilcare Cipriani questi versi: «Alto, diritto, in fronte il maestoso / dei filosofi lampo e dei guerrieri: / dolce negli occhi e nel riso pensoso, / un Garibaldi dai capelli neri». Quando si tenevano elezioni politiche, l'estrema sinistra locale sceglieva sempre Amilcare Cipriani. Per quattro volte nel biennio 1886-1887, esse furono puntualmente annullate dal governo. Cipriani scompare nel 1918 a Parigi, nella «sua» Montmartre. Quando passava per strada la gente (operai e artigiani) guardava con rispetto quell'uomo che aveva sempre gridato «guerra alla guerra» e che soltanto il peso degli anni aveva potuto piegare leggermente. Guglielmo Natalini ha pubblicato nel 1987 la biografia "Amilcare Cipriani, la vita come rivoluzione", editore Firenze libri
Nel 1993 la città di Anzio ha collocato «una sobria lapide» sul muro di cinta di Villa Albani dove era nato centocinquanta anni prima. Lo ricorda nel suo libro (p. 49) Vittorio Emiliani che fu presente alla cerimonia non soltanto come storico ma soprattutto quale romagnolo.

## Rimini ottocentesca: tra socialisti e anarchici
Nel 1872 dal 4 al 6 agosto, si svolge a Rimini la conferenza italiana della Prima Internazionale che compie la scelta di aderire all'anarchismo. Ci sono delegati di ventuno sezioni, in maggioranza romagnole e marchigiane. Presiede i lavori Carlo Cafiero che ha conosciuto di persona Marx e Engels, gli autori del Manifesto del 1848. Le riunioni si tengono nell'attuale piazzetta Agabiti, al tempo detta via dell'Orologio guasto, nella casa Santinelli (ora distrutta), sede del Fascio operaio. Fu scelta Rimini, per quell'incontro, perché in una città balneare non avrebbe destato sospetti l'arrivo massiccio di tanti forestieri in piena stagione. Tra i 144 internazionalisti riminesi schedati dalla prefettura, la massima parte è costituita da ferrovieri. Il «capo occulto» dalla polizia è considerato Raffaele Tosi, uno dei tanti garibaldini presenti in città, come Caio Zavoli, Giobatta Carradori, Augusto Aducci, Silvio Marcaccini, gli organizzatori della manifestazione, tutti socialisti barricadieri.
La «Risoluzione» riminese del 6 agosto respinge la decisione di Londra (settembre 1871) d'adottare «una speciale dottrina autoritaria, ch'è quella propriamente del partito comunista tedesco»: essa è considerata «la negazione del sentimento rivoluzionario del proletariato italiano». Si accettano le successive deliberazioni degli anarchici (novembre 1871): lo scopo dell'Internazionale non è la conquista del potere politico, ma l'emancipazione dei lavoratori per opera di loro stessi attraverso l'abolizione dello Stato per arrivare a quella del capitalismo.
Nel maggio 1889 le associazioni repubblicane romagnole si riuniranno a Rimini votando un ordine del giorno presentato da Caio Renzetti a favore del collettivismo in economia. Caio Renzetti (1847-1932), figlio d'un cospiratore risorgimentale, è stato compagno di classe di Pascoli e di Giovanni Lettimi (1854-1903), il futuro cognato di Francolini. Fratello di Caio Renzetti è Emilio (1844-1931), noto tipografo (stampa nel 1895-1896 il «Compendio» di Carlo Tonini) e presidente della locale Società operaia della quale Caio (ex garzone di barbiere) è ispiratore e guida: non può apparire ufficialmente in nessuna carica perché avvocato.